# Суслівці
Су́слівці — село в Україні, у Летичівській селищній громаді Хмельницького району Хмельницької області. Населення згідно з переписом населення 2001 року становило 692 особи, населення у 2015 році — 648 осіб.

## Історія
19 травня 1446 року Теодорик Бучацький записує Новосілківці Летичівського повіту за 50 гривень шляхтичу Івану «Суслу» з Богсимців.
Імовірно село Суслівці розташоване біля городища літописного міста Божського — міста в Київській землі, на лівому березі Південного Бугу.
Село змінило назву на Суслівці в 1482 р., коли король Казимир IV підтвердив запис суми на села Суслівці й Попівці.
7 (20) листопада 1917 року, відповідно до Третього Універсалу Української Центральної Ради, увійшло до складу Української Народної Республіки.
12 червня 2020 року, відповідно до розпорядження Кабінету Міністрів України № 727-р «Про визначення адміністративних центрів та затвердження територій територіальних громад Хмельницької області», увійшло до складу Летичівської селищної територіальної громади.
19 липня 2020 року, в результаті адміністративно-територіальної реформи та ліквідації Летичівського району, село увійшло до складу новоутвореного Хмельницького району.

## Галерея

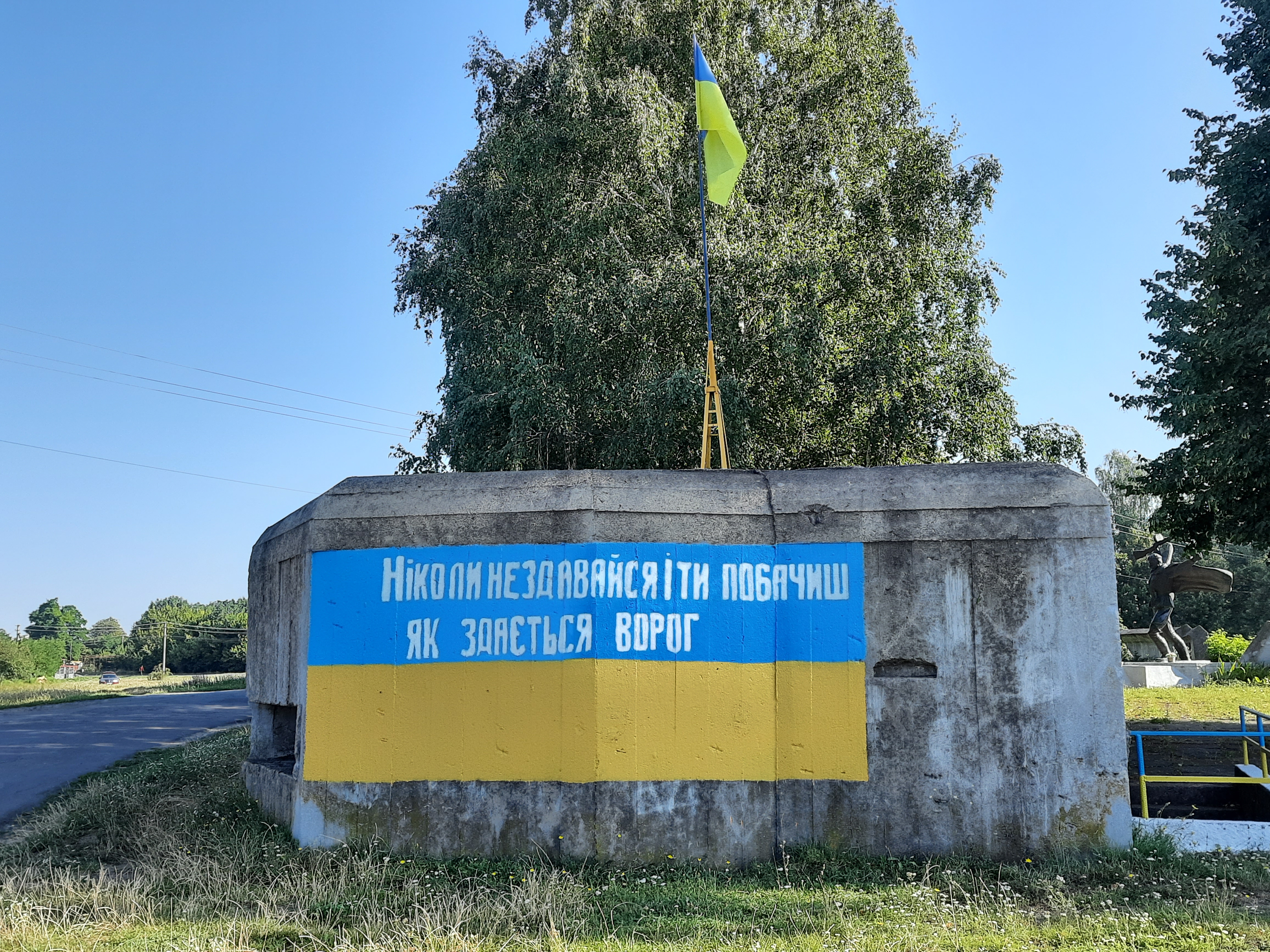
ДОТ
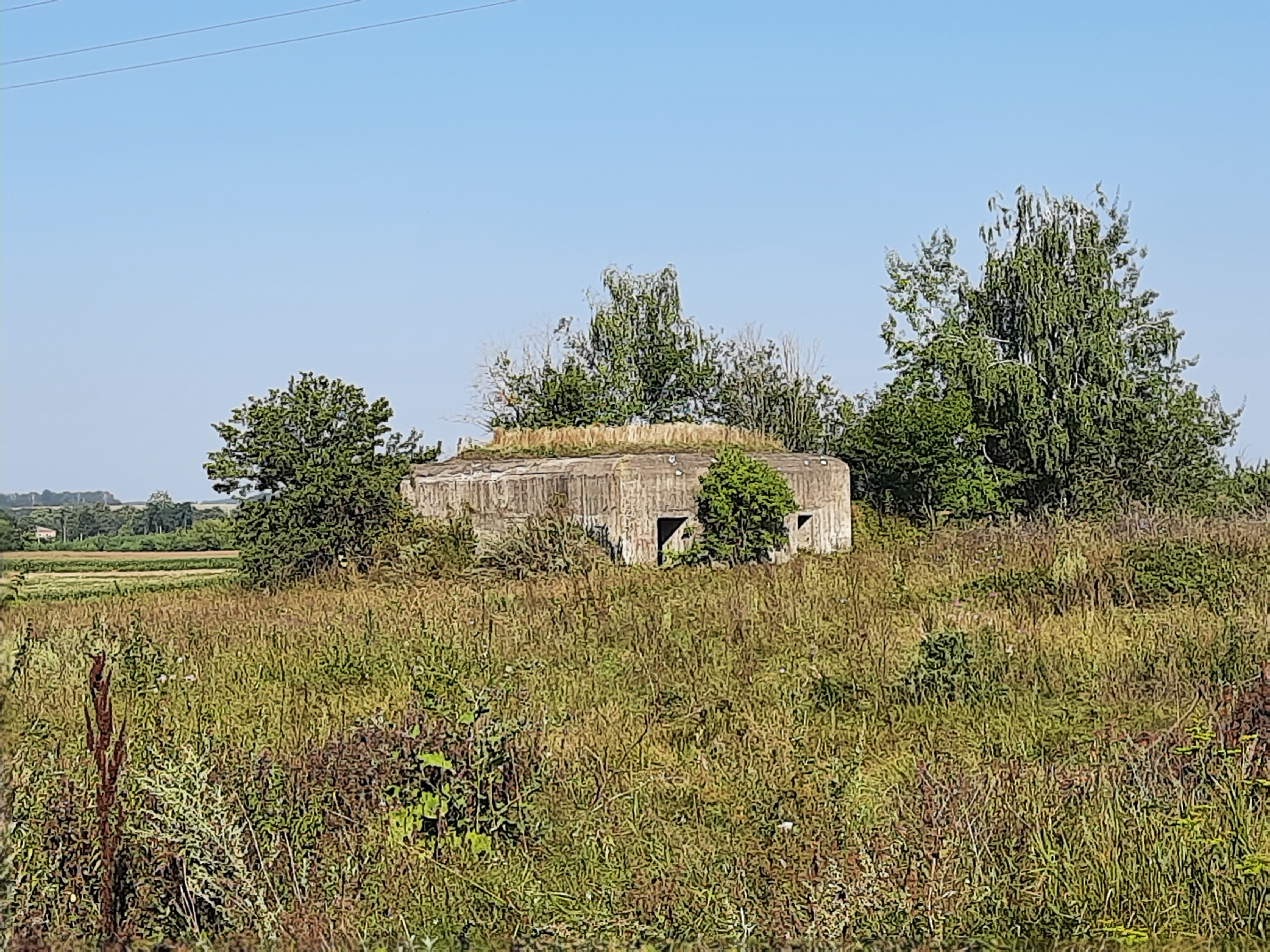
ДОТ
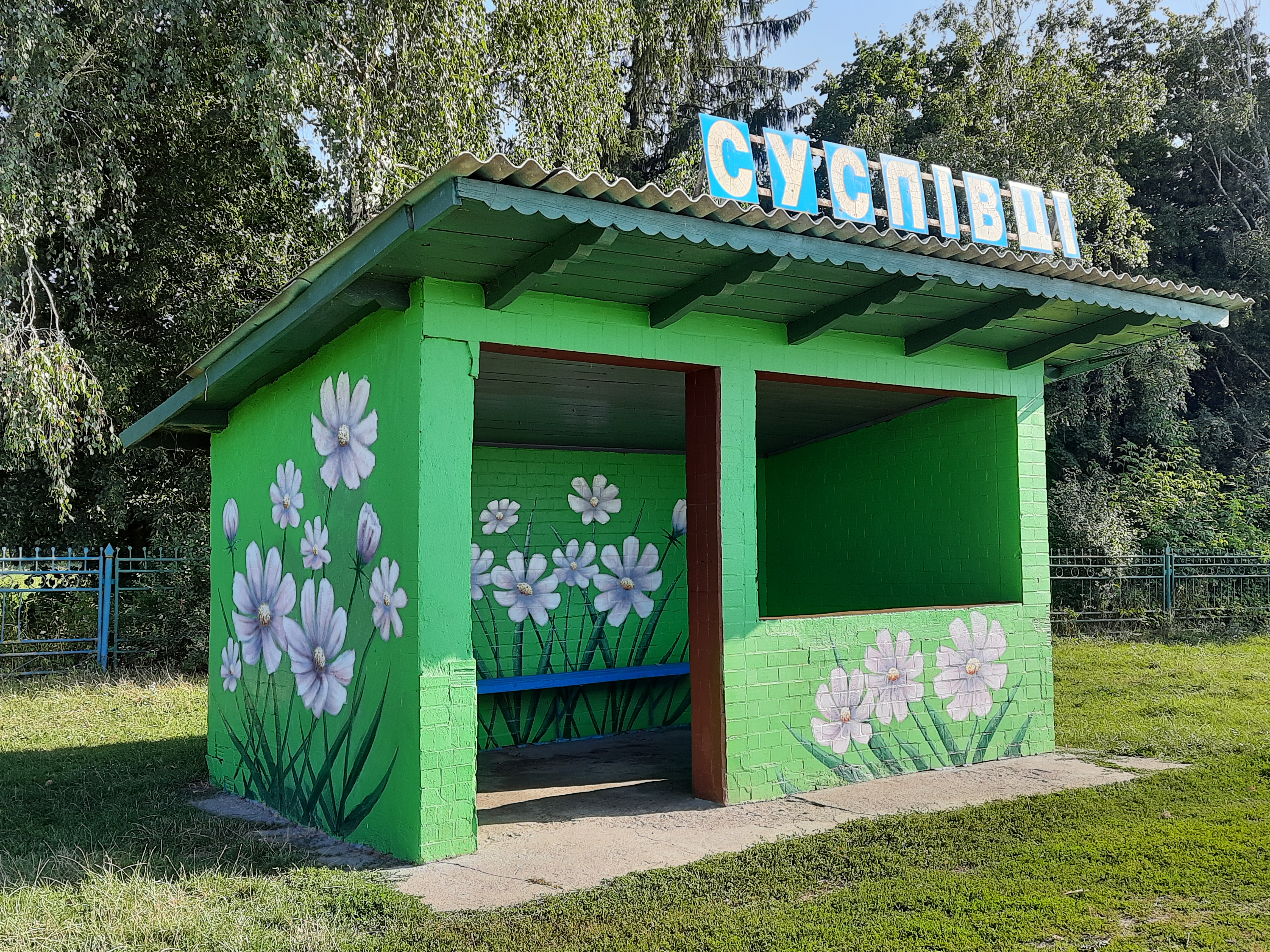
Автобусна зупинка